# Cyrnus cintranus
Cyrnus cintranus là một loài Trichoptera trong họ Polycentropodidae. Chúng phân bố ở miền Cổ bắc.